# Life by You
Life by You était annoncé comme un futur jeu vidéo de simulation de vie développé par Paradox Tectonic et publié par Paradox Interactive, avec un développement dirigé par l'ancien vice-président exécutif d'EA Play et responsable du label Les Sims, Rod Humble.

## Système de jeu
De nombreuses fonctionnalités ont été présentées dans la bande-annonce publiée le 20 mars, notamment un monde ouvert sans écrans de chargement, une roue chromatique conçue pour permettre une personnalisation plus poussée, la possibilité de définir un âge spécifique pour un personnage et différentes étapes de vie disponibles, des informations collectives affichées lors du survol d'autres personnages, des lieux interactifs pour faire du shopping et suivre un personnage jusqu'à son lieu de travail, et bien d'autres qui ont fait leur apparition lors de cette bande-annonce.
Le jeu propose également des dialogues pouvant être personnalisés par le joueur à l'aide de langues réelles, ainsi que la possibilité de contrôler n'importe quel personnage dans le monde à tout moment.

## Développement
Le jeu a été teasé le 6 mars 2023, et la première bande-annonce complète a été publiée le 20 mars 2023. Life by You a été annoncé pour sortir en accès anticipé le 12 septembre 2023 sur Steam et Epic Games, cependant il a été repoussé au 5 mars 2024, puis au 4 juin 2024. Il est annulé en juin 2024.